# Vicks
Vicks est une marque américaine de médicaments en vente libre, filiale de Procter & Gamble. Lancée en 1890 aux États-Unis, Vicks fabrique le NyQuil et le DayQuil, mais également des médicaments pour la toux comme des pastilles, le VapoRub et d'autres traitements dont le mode d'administration est l'inhalation (Vicks Sinex).
Dans les pays germanophones, le nom Vicks a été changé en Wick afin d'éviter une connotation sexuelle (wichs en allemand, prononcé comme Vicks,  signifiant « branle-toi » en français).

## Histoire
En 1890, un pharmacien nommé Lunsford Richardson reprend la boutique de médicaments de son beau-frère, le Dr. John Vick, en Caroline du Nord, et commence à vendre des produits sous la marque Vick's.
Dans les années 1930, l'entreprise familiale fusionne avec William S. Merrell Chemical Company pour donner le groupe Richardson-Merrel, qui devient dans les années 1970 le troisième groupe pharmaceutique mondial.
En 1980, Dow Chemical rachète Richardson-Merrel mais se débarrasse de toutes les activités de produits en vente libre, regroupés au sein de la société indépendante Richardson-Vicks. Cette dernière est rachetée par Procter & Gamble en 1985.
La marque a été vendue pour le marché japonais à Taisho Pharmaceutical en mai 2002. 